# Alor Gajah (district)
Alor Gajah is een district in de Maleisische deelstaat Malakka.
Het district telt 183.000 inwoners op een oppervlakte van 900 km².